# Daniela Israelachwili
Daniela Israelachwili is een Italiaans bestuurder.

## Levensloop
In 1987 ging ze aan de slag voor UNICE, alwaar ze opklom tot waarnemend secretaris-generaal. In 2001 werd ze in deze hoedanigheid opgevolgd door de Belg Philippe de Buck van Overstraeten.
In januari 2005 werd ze algemeen directeur van de CIAA in opvolging van de Belg Raymond Destin. Zelf werd ze in 2007 opgevolgd door de Ierse Mella Frewen.